# Transmissió del budisme per la Ruta de la Seda

L'expansió budista a Àsia: el budisme mahayana va entrar per primera vegada a la Xina de la dinastia Han a través de la Ruta de la seda durant l'Imperi Kuixan. Les "rutes de la seda" terrestres i marítimes estaven interconnectades i complementàries, formant el que els estudiosos han anomenat el "gran cercle del budisme".

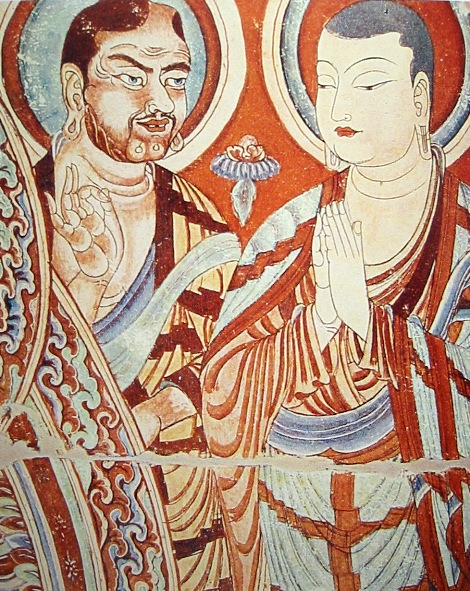
Monjo d'ulls blaus de l'Àsia central que ensenya monjo d'Àsia oriental. Un fresc de les coves de Bezeklik (dels1000 budes), datat al segle IX; tot i que Albert von Le Coq (1913) va suposar que el monjo d'ulls blaus i Pèl-roig era un tocari, els estudis moderns han identificat figures caucàsiques similars del mateix temple de la cova (núm. 9) com de l'ètnia sogdiana, un poble iranià oriental que va habitar Turfan com a comunitat ètnica minoritària durant les fases de la Dinastia Tang (segle VII-VIII) i el domini uigur (segle IX-XIII).

La transmissió del Budisme per la Ruta de la Seda es va portar a terme en el context de la Dinastia Han durant els segles I o II dE. Els primers esforços de traducció documentats dels monjos budistes a la Xina van ser al segle II dE a través de l'Imperi Kuixan al territori xinès que voreja la conca del Tarim sota Kanixka I. Aquests contactes van transmetre facetes del budismes sarvastivada i tamrashatiya per tot el l'Orient.
El budisme theravada es va desenvolupar a partir del Cànon Pali a l'escola Tamrashatiya de Sri Lanka, i es va estendre per l'Àsia Sud-oriental. Entretant, el budisme Sarvastivada es difondria des del nord de l'Índia a través de l'Àsia central fins a la Xina.
El contacte directe entre el budisme xinès i el budisme de l'Àsia Central va continuar al llarg dels segles III al VI dE, fins a la Dinastia Tang. A partir del segle IV, pelegrins xinesos com Fa Xian (395–414) i més tard Xuan Zang (629–644) van començar a viatjar al nord de l'Índia per tal d'aconseguir un millor accés a les escriptures originals. Entre els segles III i VII dE, parts de la ruta terrestre que connectava el nord de l'Índia amb la Xina van ser governades successivament pels Xiongnu, la dinastia Han, l'Imperi Kuixan, els heftalites, els Turcs Orientals i la dinastia Tang. La forma índia del tantra budista (Vajrayana) va arribar a la Xina al segle VII. Dos segles més tard, budisme tibetà també es va establir com una branca del Vajrayana.
Durant aquesta època, la transmissió del budisme a través del comerç de la Ruta de la Seda va començar a disminuir amb la Conquesta musulmana de Transoxiana.És clau la batalla del Talas, que va comportar la instauració del Kanat Uigur a la dècada de 740. El budisme indi va decaure a causa del ressorgiment de l'hinduisme i la Conquesta musulmana del subcontinent indi. La Gran persecució antibudista durant l'època Tang va comportar una dura repressió en el segle IX dE., recuperant-se més endavant. La dinastia Kara-khitai de l'Àsia Central va professar la confessió budista, abans de la invasió mongola de l'Àsia Central. L'Imperi Mongol va provocar una major islamització de l'Àsia Central, adoptant el budisme tibetà al començament de la dinastia Yuan. Els altres kanats, l'Il-kanat, el Kanat de Txagatai i l'Horda d'Or es van convertir finalment a l'Islam, incorporant aquesta fe en el conjunt de religions a l'Imperi Mongol Islàmic.
La tradició del Budisme en el sud-est asiàtic s'ha mantingut durant segles, mantenint les seves especificitats. La població mes gran de practicants budistes es troba actualment a la Xina amb gairebé 250 milions de practicants majoritàriament de l'escola Mahayana, mentre que Tailàndia ocupa el segon lloc amb uns 70 milions de practicants de l'escola Theravada.

## Transmissió del nord (Àsia central)
El budisme transmès a la Xina es va fonamentar en l'escola Sarvastivada, amb traduccions del sànscrit a les llengües xineses i les llengües tibètiques. Aquestes després van formar la base del budisme Mahayana. El Japó i Corea el van adoptar de la Xina. i juntament amb Xina constituiran el que es coneix com la "transmissió del Nord" del Budisme.

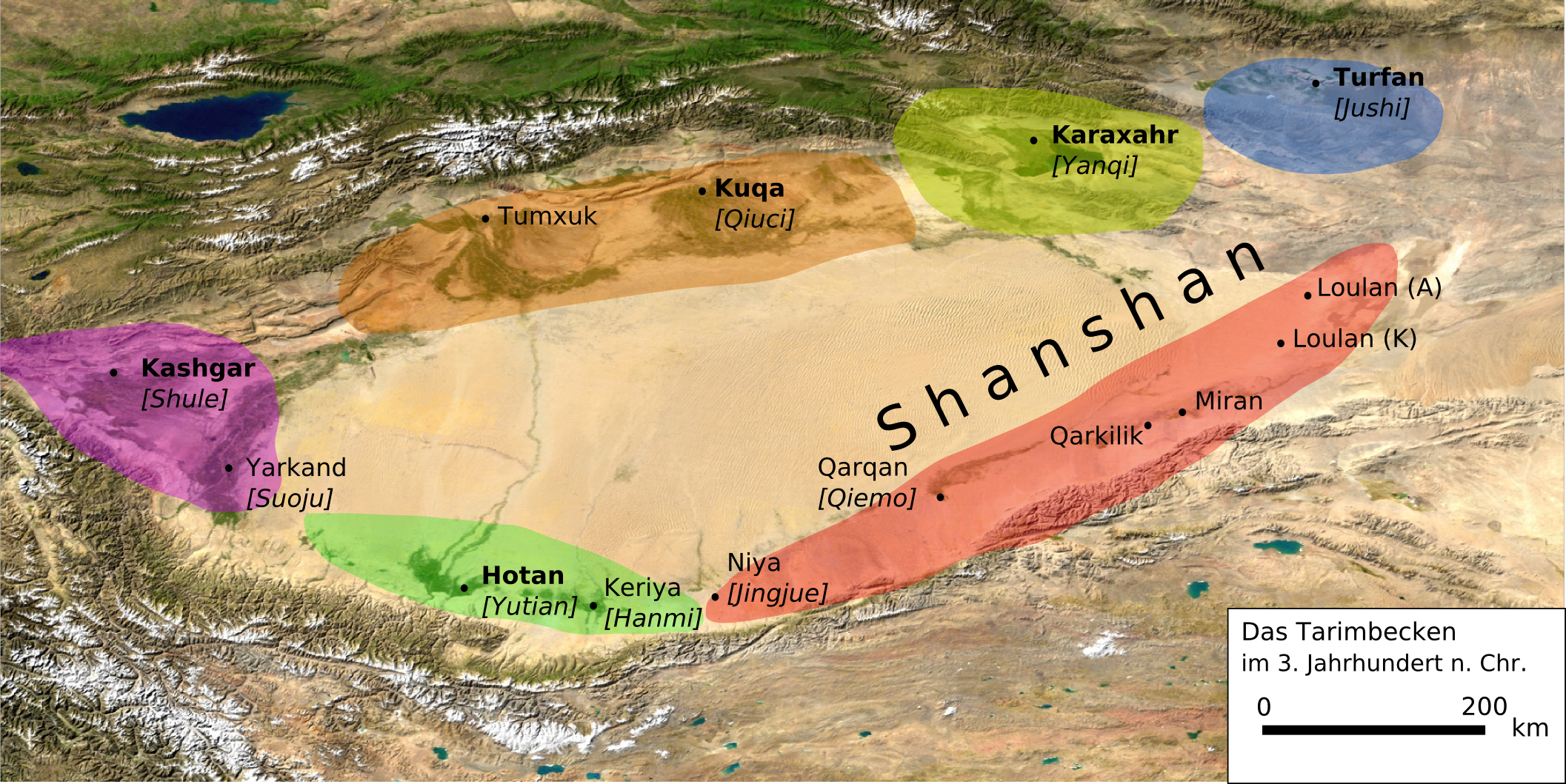
Regnes de la conca del Tarim durant el, connectant el territori de la Xina amb el de l'Imperi Kuixan: Kasgar, Kutxa, Khotan, Qaraixahr, Shanshan, Turfan.

### Primers contactes
El budisme va entrar Xina per la Ruta de la seda. Els monjos budistes van viatjar amb caravanes de comerciants per la Ruta de la Seda per predicar la nova religió. El lucratiu comerç de la seda xinès al llarg d'aquesta ruta comercial va començar durant la dinastia Han (206 aE – 220 dE), amb viatgers significats com Zhang Qian que van establir llaços entre la Xina i l'oest.
Alexandre el Gran va promoure xarxes comercials durant el Període hel·lenístic (323 – 63 aE) que s'estenien des del Mediterrani fins a l'Àsia central, fundant el seu punt més oriental a Alexandria Última, coneguda també com Última. El Regne grec de Bactriana (250 -125 aE) a l'Afganistan i els posteriors Regnes indogrecs (180 aE-10 dE) van formar una de les primeres estacions de la Ruta de la Seda després de la Xina durant gairebé 300 anys. Un dels regnes grecs descendents, els Dayuan (Ta-yuan), van ser derrotats pels xinesos a la Guerra dels Cavalls Celestials, també coneguda com Guerra dels cavalls celestials. La victòria dels Han a la guerra Han-Xiongnu va assegurar encara més la ruta dels nòmades del nord per l'estepa eurasiàtica.
La transmissió del budisme a la Xina a través de la Ruta de la Seda va començar al segle I dC amb un relat semillegendari d'una ambaixada enviada a Occident per l'Emperador Ming de Han (58-75 dE):
| « | Es pot suposar que els viatgers o els pelegrins van portar el budisme al llarg de les Rutes de la Seda, però en cas de que fos veritat, considerant què aquests camins estaven oberts, ca. 100 aC, ha de ser una hipòtesi oberta a una major investigació. Les primeres referències directes al budisme es refereixen al segle I dE, però inclouen elements hagiogràfics i no són necessàriament fiables o precises. | » |

No obstant això, els contactes més significatius van començar al segle II dE, probablement com a conseqüència de l'expansió de l'Imperi Kuixan grecobudista al territori xinès de la Conca del Tarim, i amb els esforços missioners d'un gran nombre de monjos budistes en trànsit per Àsia Central a terres xineses. Els primers missioners i traductors de les escriptures budistes al xinès eren parts, kuixans, sogdians o Tokharis.

### Missioners

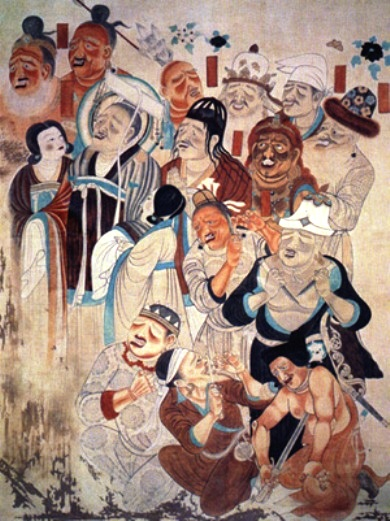
Pobles de la Ruta de la Seda. Coves de Mogao, Dunhuang, Xina, segle IX

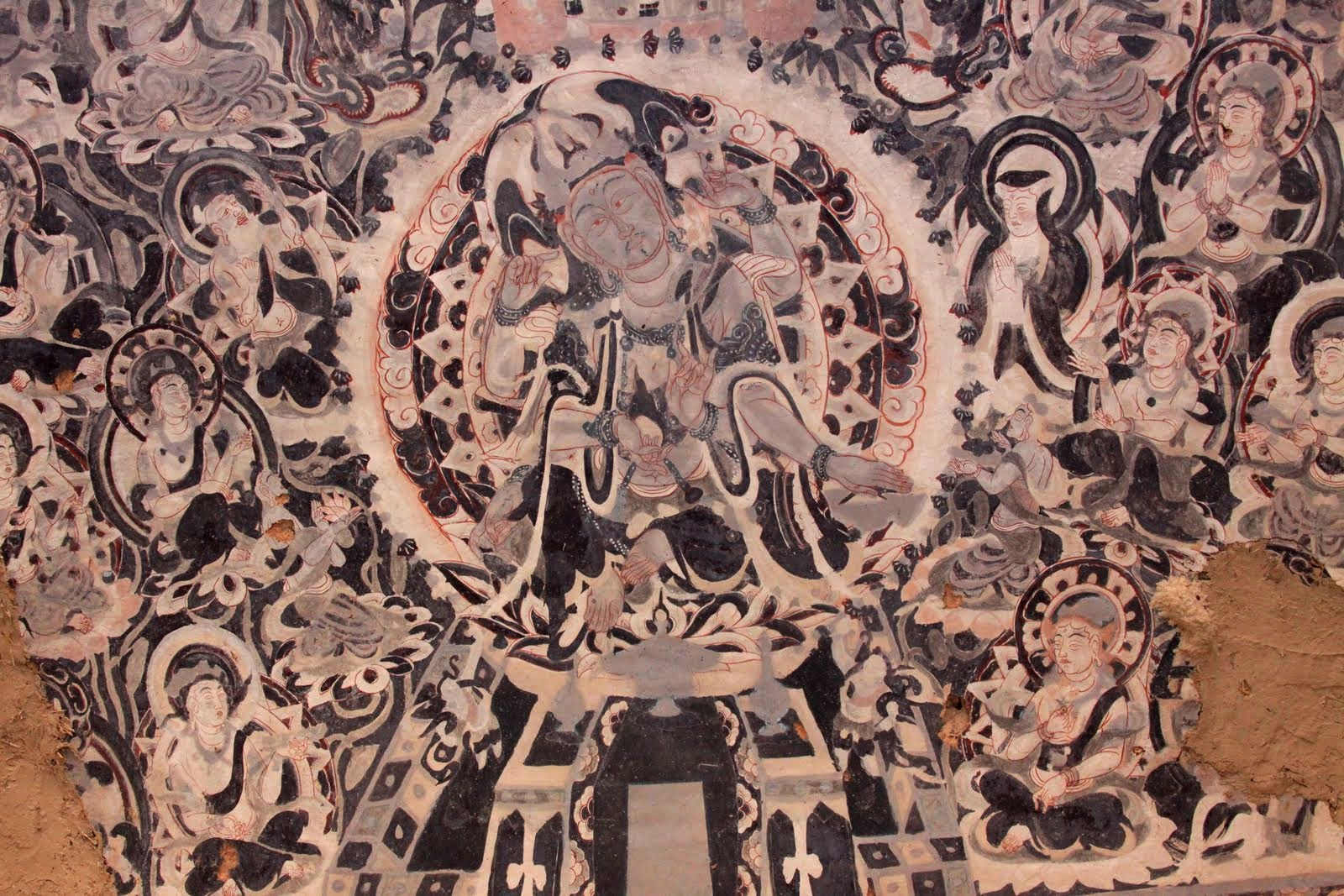
Mural de Bodhisattva. Obra xinesa que mostra la influència de l'Àsia central. Coves de Mogao, Xina.

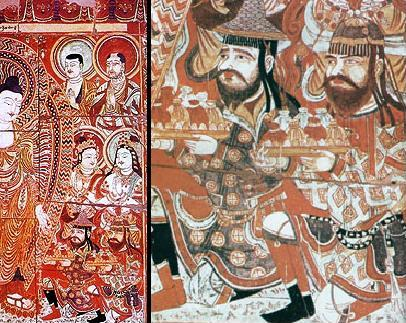
Donants sogdians al Buda (fresc, amb detall), Coves de Bezeklik, conca del Tarim oriental, Xina, segle VIII

A mitjans del segle II dE, l'Imperi Kuixan sota el rei Kaniṣka I des de la seva capital a Purushapura, actual Peshawar, l'Índia es va expandir per Àsia central. En conseqüència, els intercanvis culturals van augmentar moltíssim amb les regions de Kaixgar, Hotan i Yarkand, dins la conca del Tarim, l'actual Xinjiang. Els missioners budistes de l'Àsia Central van començar poc després a les capitals xineses de Luoyang i a Nanquín, on es van distingir especialment pel seu treball de traducció on van promoure les escriptures tant Hīnayāna com Mahāyāna. Es coneixen trenta-set d'aquests primers traductors de textos budistes.
Entre aquests promotors del budsime a la Xiina cal destacar a An Shigao, príncep part que va fer les traduccions dels primers textos budistes coneguts Hinayana al xinès (148-170); Lokakṣema, monjo Kuixan i el primer a traductor de les escriptures Mahayana al xinès (167–186); Zhi Qian (220–252), monjo Kuixan l'avi del qual s'havia establert a la Xina durant 168–190; Kang Senghui (247–280), nascut prop de la moderna Hanoi, en el que aleshores era l'extrem sud de l'imperi xinès, i fill d'un mercader sogdià; Kumārajīva (ca. 401), monjo tokhari i un dels traductors més importants; Fotudeng (segle IV), monjo de l'Àsia Central que esdevingué conseller de la cort xinesa.
Un apunt especial mereix Bodhidharma (440–528), fundador del Budisme Zen i creador llegendari de l'entrenament físic dels monjos Shaolin que conduí a la creació del kungfu Xaolin. Segons la primera referència que informa Yang Xuanzhi, era un monjo d'origen asiàtic central que va conèixer cap al 520 a Loyang. Al llarg de l'art budista, Bodhidharma es representa com un bàrbar bastant malhumorat, amb una barba extensa i amb els ulls amples. Se'l coneix com "El bàrbar d'ulls blaus" (碧眼胡:Bìyǎn hú) en els textos xinesos Chan.
Cap el 485 dE, cinc monjos de Gandhāra que van viatjar l'any 485 dC al país de Fusang "el país de l'extrem orient", probablement el Japó, on van introduir el budisme.
Els monjos de les regions centrals de l'Índia també van participar en la traducció i la difusió de textos budistes a l'Àsia central i oriental. entre els quals trobem a Dharmakṣema: monjo budista de Magadha dels segles IV - V dE, responsable de la traducció de molts textos sànscrits en xinès, inclòs el Mahāyāna Mahāparinirvāṇa Sūtra; Paramartha: monjo indi del segle VI i traductor d'Ujjain i patrocinat per l'emperador Wu de Liang; o Dhyānabhadra: monjo del segle xiv del monestir de Nalanda que va viatjar a la Xina i Corea durant el període de la dinastia Yuan. Va fundar el temple Hoemsa a Corea.

### Primeres traduccions al xinès

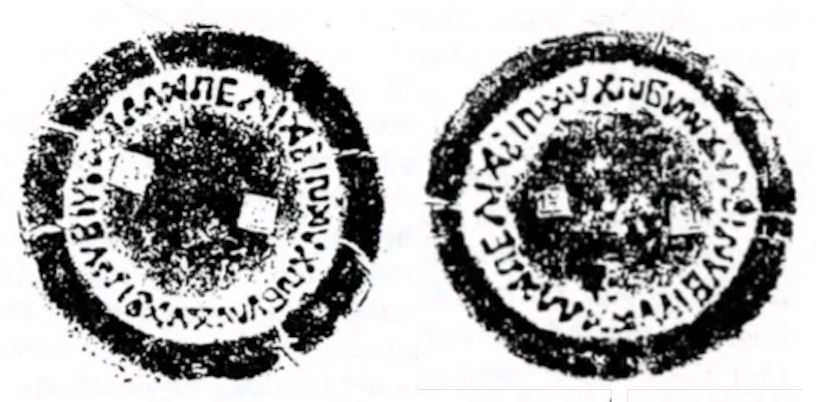
Inscripcions Han orientals en lingot de plom, utilitzant un alfabet grec bàrbar a l'estil dels Kuixans, excavades a Shaanxi, Xina, segles I-II dE.

La primera traducció documentada de les escriptures budistes al xinès es produeix al 148 dE amb l'arribada de l'Imperi Part.El seu príncep convertit en monjo, An Shigao (Ch.安世高), va treballar per establir temples budistes a Luoyang i organitzà la traducció de les escriptures budistes al xinès, tot i promovent l'inici d'una onada de proselitisme budista a l'Àsia Central que havia de durar diversos segles. An Shigao va traduir textos budistes sobre doctrines bàsiques: meditació i abhidharma. El laic Un Xuan (Ch. 安玄), que va treballar al costat d'An Shigao, també va traduir un primer text budista Mahāyāna sobre el camí del Bodhisattva.
El budisme Mahayana es va propagar àmpliament per primera vegada a la Xina pel monjo kuixan Lokakṣema (Ch. 支婁迦讖, ca. 164–186 dE), que procedia de l'antic regne budista de Gandhara. Lokakṣema va traduir sutres Mahāyāna importants com l'Aṣṭasāhasrikā i el Prajñāpāramitā Sūtra, així com els primers sutres Mahāyāna sobre temes com el samādhi i sobre la meditació del Buda Akshobhya. Aquestes traduccions de Lokakṣema continuen donant una visió del primer període del budisme Mahāyāna.

### Pelegrins xinesos a l'Índia
A partir del segle IV dE els pelegrins xinesos també van començar a viatjar per ells mateixos per la Ruta de la Seda a l'Índia, origen del budisme, per tal d'aconseguir un millor accés a les escriptures originals. Segons fonts xineses, el primer xinès a ser ordenat va ser Zhu Zixing, després d'anar a l'Àsia central l'any 260 per aprendre la fe budista.
Un altre pelegrí de nom Fa Xian (395–414) va viatjar a l'India per la Ruta de la Seda, on hi va romandre sis anys, tornant després per la ruta marítima. Xuan Zang (629–644) i Hyecho van ser altres pelegrins que viatjaren de Corea a l'Índia.
El més famós dels monjos pelegrins xinesos és Xuan Zang (629–644), que va oferir un treball precís de traducció del qual se l'ha definit com un "nou període de traducció", en contrast amb les obres més antigues de l'Àsia central. També va deixar un relat detallat dels seus viatges per Àsia Central i l'Índia. Els relats llegendaris del sacerdot Xuan zang es descriuen a la famosa novel·la Viatge a l'Oest, que relata encontres amb dimonis, amb l'ajuda de diversos deixebles.

### Paper dels comerciants
Durant els segles V i VI dE., el comerç van tenir un paper important en la difusió del budisme. Els comerciants van trobar que els ensenyaments morals i ètics del budisme eren una alternativa atractiva a les religions anteriors. Com a resultat,els monestirs budistes al llarg de les Rutes de la Seda van ser recolzats econòmicament per aquests benefactors. A canvi, els budistes van donar als comerciants un lloc on residir. L'extensió del budsime es va produir gràcies als encontres amb estrangers mentre es portaven a terme els viatges comericials. Així mateix, van ajudar a fomentar la diàspora religiosa en el si de les comunitats que van trobar i, amb el temps,de les seves cultures basades en el budisme. Aquestes comunitats es van convertir en centres d'alfabetització i capacitació amb mercats, allotjament i emmagatzematge ben organitzats. La transmissió del budisme a la Ruta de la Seda va acabar essencialment al voltant del segle VII dE amb l'expansió de l'Islam per 'Asia Central.

### Declivi del Budisme a Asia Central i Xinjiang
El budisme a l'Àsia central va començar a decaure al segle VII en el transcurs de la conquesta musulmana de Transoxiana. Després de la batalla de Talas de 751, el budisme de l'Àsia Central va entrar en un greu declivi provocant l'extinció de la cultura budista tocariana local a la conca del Tarim durant el segle VIII dE.
El creixent domini musulmà en la Ruta de la Seda va fer que fos més difícil per als monjos i pelegrins budistes viatjar entre l'Índia i la Xina. La connexió de la Ruta de la Seda entre el budisme oriental i el budisme indi va acabar també al segle VIII.
A partir del segle IX, les diverses escoles de budisme que van sobreviure van començar a evolucionar independentment les unes de les altres. El budisme xinès es va convertir en una religió independent amb diferents elements espirituals. Les tradicions budistes indígenes com el budisme de la Terra Pura i el zen van sorgir a la Xina. Aquest país es va convertir en el centre del budisme asiàtic oriental, seguint el cànon budista xinès, en la maeteixa mesura que el budisme s'estenia alhora pel Japó i Corea a partir de la font xinesa. A la conca oriental del Tarim, el budisme de l'Àsia Central va sobreviure fins al període medieval posterior, com a religió del Regne Qocho Uigur, on te el seu màxim exponent a les coves de Bezeklik. Així doncs, el budisme es va convertir en una de les religions de l'Imperi Mongol, el Kanat de Txagatai, i a través dels oirats en la religió dels Calmucs, que es van establir al Mar Càspia al segle xvii. Per altre costat. el budisme de l'Àsia Central va sobreviure sobretot al Tibet i a Mongòlia.

### Influències artístiques

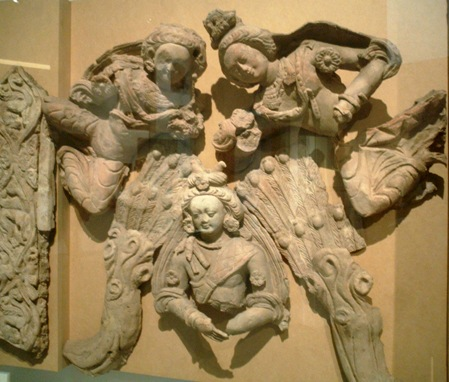
"Gest heroic del bodhisattva", terracota dels segles VI-VII, Tumshuq (Xinjiang)

Els esforços missioners de l'Àsia Central al llarg de la Ruta de la Seda van anar acompanyats d'un flux d'influències artístiques, visibles en el desenvolupament de l'art serindi des del segle II fins al segle XI dE a la conca del Tarim.. L'art serindi sovint deriva de l'art de l'àrea de Gandhara, en el que ara és l'Afganistan i el Pakistan.
També es poden trobar formes de sincretisme d'influència xinesa a les parts orientals de la conca del Tarim, com a Dunhuang. Les influències artístiques de la Ruta de la Seda es poden trobar des del Japó fins als nostres dies, en motius arquitectònics o representacions de déus japonesos.

## Transmissió del sud (Sri Lanka)
El budisme transmès a l'Àsia Sud-oriental es basa en l'escola Tamrashatiya amb seu a Sri Lanka, i amb traduccions del pali a idiomes com el tailandès, el birmà, etc. mitjançant el Cànon Pali. Aquests posteriorment van formar la base del budisme Theravada. Es coneix com la Transmissió Sud.

## Historiografia xinesa del budisme
El Llibre del Han Tardà (segle V), compilat per Fan Ye (398–446 dE), va documentar el budisme xinès primerenc. Aquest document registra que cap a l'any 65 dE., el budisme es va practicar a les corts de l'emperador Ming de Han (r. 58–75 dE.) a Luoyang (actual Henan); i el seu germanastre el rei Liu Ying (r. 41–70 dE) de l'Estat de Chu a Pengcheng (acutal Jiangsu). El Llibre de Han ha donat lloc a discussions sobre si el budisme va arribar per primera vegada a la Xina per transmissió marítima o terrestre; així com els orígens del budisme a l'Índia o la Xina.
Malgrat les històries seculars xineses com el Llibre de Han que daten la introducció del budisme al segle I, alguns textos i tradicions budistes afirmen dates anteriors a la dinastia Qin (221-206 aE) o a la Dinastia Han (208 aE-9 dE).

### Dinastia Qin (221-206 aC)
Una història, que va aparèixer per primera vegada al Lidai sanbao ji歷代三寶紀 (597 aC), es refereix a un grup de sacerdots budistes que van arribar l'any 217 aE a la capital de Qin Shi Huangdi a Xianyang (prop de Xi'an). Els monjos, dirigits pel shramana Shilifang 室李防, van presentar sutres al primer emperador, que els va fer posar a la presó.
L'enciclopèdia budista Fayuan Zhulin (668 dE) elabora aquesta llegenda amb l'emperador màuria Aixoka enviant Shilifang a la Xina. Com Liang Qichao, alguns historiadors occidentals creuen que l'emperador Aixoka va enviar missioners budistes a la Xina, citant el 13è edicte de roca (ca. 265) que registra missions a Grècia, Sri Lanka i Nepal. D'altres no hi estan d'acord: "Pel que podem deduir de les inscripcions [Ashoka] ignorava l'existència mateixa de la Xina.".

### El llibre de Han
El Llibre del Han posterior és una biografia de Liu Ying, el rei de Chu, que dona la referència més antiga al budisme en la literatura històrica xinesa. Diu que Ying estava profundament interessat en e taoïsmel Huang-Lao黄老 (de l'Emperador Groc i Laozi) i "observava el dejuni i va fer sacrificis al Buda". Huang-Lao o Huanglaozi 黄老子 és la divinització de Laozi, i es va associar amb fangshi (方士) "tècnic; mag; alquimista" mètodes i Xianren (仙) tècniques "transcendents; immortals".
Al 65 dE, Emperador Ming de Han va decretar que qualsevol persona sospitosa de crims capitals tindria una oportunitat de redempció, i el rei Ying va enviar trenta rotlles de seda. La biografia cita l'edicte de Ming lloant el seu germà petit. L'any 70 dE, el rei Ying va ser implicat en la rebel·lió i condemnat a mort, però Ming el va exiliar a ell i als seus cortesans al sud a Danyang (Anhui), on Ying es va suïcidar l'any 71 dE. La comunitat budista de Pencheng va sobreviure, i cap a l'any 193 dE. el senyor de la guerra Zhai Rong va construir un enorme temple budista, "que podia contenir més de tres mil persones, que van estudiar i llegir escriptures budistes".
Els textos apòcrifs donen relats divergents sobre els enviats imperials a l'Índia: dos monjos budistes, amb escrits sutres en sànscrit i que incorporen el Sutra dels quaranta-dos capítols', són portats per cavalls blancs, fundant el Temple del Cavall Blanc.

#### Transmissió marítima o terrestre
El Llibre de Han posterior presenta dos relats de com el budisme va entrar a la Xina Han. Generacions d'estudiosos han debatut si els monjos van arribar per primera vegada per les rutes marítimes o terrestres de la Ruta de la Seda.
La hipòtesi de la ruta marítima, afavorida per Liang Qichao i Paul Pelliot, va proposar que el budisme es va introduir originalment al sud de la Xina, al riu Iang-Tsé i a la regió del Huai He, on el rei Ying de Chu adorava Laozi i Buda ca. 65 dE. La hipòtesi de la ruta terrestre, afavorida per Tang Yongtong, va proposar que el budisme es va difondre cap a l'est a través de Yuezhi i es va practicar originalment a l'oest de la Xina, a la capital de Han Luoyang, on l'emperador Ming va establir el temple del cavall blanc ca. 68 dE.
L'historiador Rong Xinjiang va reexaminar les hipòtesis terrestres i marítimes mitjançant una revisió multidisciplinar de descobriments i investigacions recents, inclosos els Textos budistes de Gandhāran, i va concloure que la teoria mes plausible era que el budisme va començar per Yuenzi i va prendre la ruta terrestre per arribar a la Xina.

#### Orígens del budisme

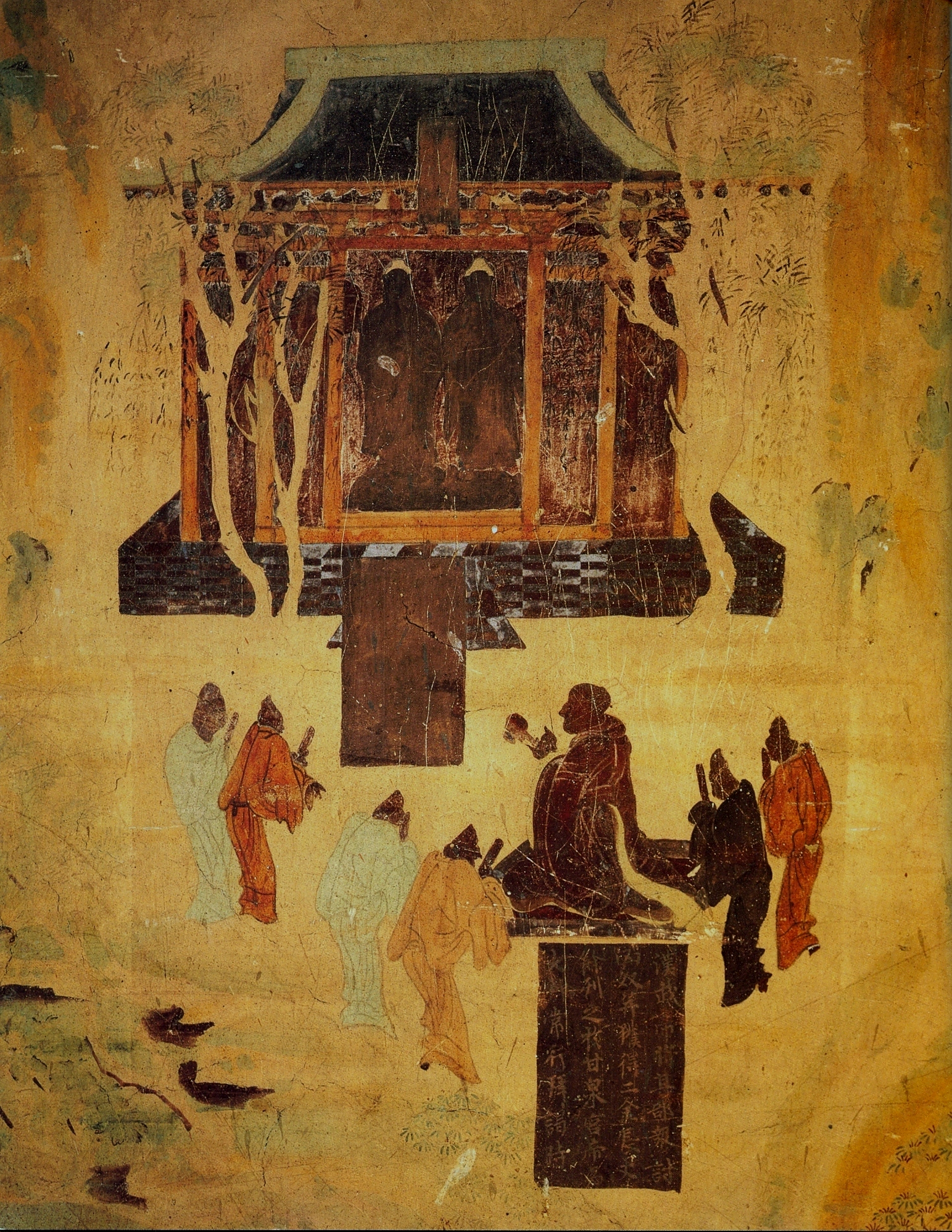
Mural del segle VIII de les coves de Mogao que representa la llegenda pseudohistòrica de l'emperador Wu de Han adorant estàtues de Buda "home d'or".

El comentari de Fan Ye va assenyalar que cap de les històries de la Dinastia Han, els Registres (109-91 aE) o el Gran Historiador (que registra la visita de Zhang Qian a l'Àsia central), o el Llibre de Han (111 dE) (compilat per Ban Yong), descriuen el budisme.originari de l'Índia.
Al Llibre de Han posterior, la secció "El regne de Tianzhu" (天竺, nord-oest de l'Índia) de "La crònica de les regions occidentals" resumeix els orígens del budisme a la Xina. Després d'observar els enviats de Tianzhu que arribaven per mar a través de Rinan (日南, Vietnam central) i presentar un homenatge a l'emperador He de Han (r. 89–105 dE.) i a l'emperador Huan de Han (r. 147–167 dE.), resumeix la primer "evidència contundent" sobre el príncep Ying i la història "oficial" sobre l'emperador Ming.
| « | Hi ha una tradició actual que l'emperador Ming va somiar que va veure un home alt daurat la part superior del cap brillava. Va preguntar al seu grup d'assessors i un d'ells va dir: "A Occident hi ha un déu anomenat Buda. El seu cos té setze chi d'alçada (3,7 metres o 12 peus) i és del color de l'or veritable". L'emperador, per descobrir la veritable doctrina, va enviar un enviat a Tianzhu (nord-oest de l'Índia) per informar-se sobre la doctrina de Buda, després de la qual van aparèixer pintures i estàtues [de Buda] a l'Imperi Mitjà. Aleshores Ying, el rei de Chu [un regne dependent que va governar entre el 41 i el 71 dE.], va començar a creure en aquesta pràctica, després de la qual força gent de l'Imperi Mitjà va començar a seguir aquest camí. Més tard, l'emperador Huan [147–167 dE] es va dedicar a les coses sagrades i sovint va fer sacrificis a Buda i Laozi. La gent va començar a acceptar [el budisme] i, més tard, es va fer nombrosa. | » |

### El somni de l'emperador Ming
Moltes fonts relaten la llegenda de l'Emperador Ming de Han somiant amb Siddharta Gautama, enviant emisaris a Yuezhi, entre els anys 60, 61, 64 o 68 dE, i el seu retorn 3 o 11 anys més tard, amb textos sagrats i els primers missioners budistes: Kasyapa Matanga (Shemoteng 攝摩騰 o Jiashemoteng 迦葉摩騰) i Dharmaratna (Zhu Falan 竺法蘭). Aquests van traduir el "Sutra en quaranta-dos capítols" al xinès, tradicionalment datat l'any 67 dE. però probablement posterior a l'any 100. L'emperador va construir el Temple del Cavall Blanc (Baimasi 白馬寺) en el seu honor, el primer temple budista de la Xina, i amb ell va començar el budisme xinès. Tots els relats del somni de l'emperador Ming i de l'ambaixada de Yuezhi deriven de la introducció anònima (mitjans del segle III) al Sutra dels quaranta-dos capítols.

### L'emperador Wu i l'home d'or
El Llibre de Han registra que l'any 121 aC, l'Emperador Wu de Han va enviar el general Huo Qubing per atacar els xiongnu. Huo va derrotar l'exèrcit del príncep Xiutu 休屠 (actual Gansu) i "va capturar un home daurat utilitzat pel rei de Hsiu-t'u per adorar el cel". El fill de Xiutu va ser fet presoner, però finalment es va convertir en el favorit de l'emperador Wu concedint-li el nom de Jin Midi, amb el seu cognom Jin金 "or" suposadament referint-se a "l'home d'or". L'estàtua daurada es va traslladar més tard al temple Yunyang 雲陽, prop del palau reial d'estiu Ganquan 甘泉 (actual Xianyang, Shaanxi).
Un nou relat sobre els contes del món (c. segle VI) afirma que aquest home d'or tenia més de tretze peus d'alçada, i l'emperador Wu de Han (r. 141–87 aC) el va sacrificar al palau de Ganquan 甘泉, que "és on el budisme es va estendre gradualment a (Xina)."

## Transmissió a Corea
Segles després que el budisme es va originar a l'Índia, l'escola mahayana va arribar a la Xina via la Ruta de la Seda al segle I dE, a través del Tibet. Després va continuar a la península de Corea al segle iii, durant el període dels Tres regnes de Corea, des d'on es va transmetre al Japó. El Samguk Yusa i el Samguk Sagi registren els tres monjos que van ser dels primers a portar l'ensenyament budista, o Dharma, a Corea al segle IV durant el període dels Tres Regnes: Malananta, monjo budista indi que va venir de les zones seríndies del sud, de la dinastia Jin de l'Est o de la regió de Gandhara al nord del subcontinent indi. Va portar el budisme al rei Chimnyu de Paekche al sud de la península de Corea l'any 384 dE. Sundo: un monjo de l'estat del nord de la Xina de la Dinastia dels Jin anteriors va portar el budisme a Koguryö al nord de Corea a l'any 372 dE. I Ado, monjo que va portar el budisme a Silla, a Corea central. A Corea, va ser adoptada com a religió estatal de 3 països constituents del període dels Tres Regnes, primer pels Koguryö (Geumgwan) l'any 372 dE, pels Silla l'any 528 dE. i pels Paekche l'any 552 dE. Com que no es va veure que el budisme entrava en conflicte amb els ritus de veneració a la natura, els seguidors del xamanisme van permetre que es fusionés amb la seva religió. Així, les muntanyes que els xamanistes creien que eren la residència dels esperits en l'època prebudista, es van convertir més tard en espais ce culte budista.
Tot i que inicialment va tenir una àmplia acceptació, fins i tot sent recolzat com a ideologia estatal durant el període Goryeo (918–1392 dE), el budisme a Corea va patir una repressió extrema durant la Dinastia Joseon (1392–1897 dE), que va durar més de cinc-cents anys. Durant aquest període, el neoconfucianisme va superar el domini previ del budisme. Només després que els monjos budistes ajudessin a repel·lir les invasions japoneses de Corea (1592–98) es va acabar la persecució dels practicants de Buda. El budisme a Corea va romandre sotmès fins al final del període Joseon, quan la seva posició es va veure reforçada una mica pel període colonial, que va durar de 1910 a 1945. Tanmateix, aquests monjos budistes no només van posar fi al domini japonès el 1945, sinó que també van afirmar la seva identitat religiosa específica i separada, reformant les seves tradicions i pràctiques. Van establir les bases de moltes societats budistes, i la generació més jove de monjos va idear la ideologia de Mingung Pulgyo, o "el budisme per al poble". La importància d'aquesta ideologia és que va ser establerta pels monjos que es centraven en els problemes de la vida quotidiana. Després de la Segona Guerra Mundial, l'escola Seon del budisme coreà va tornar a guanyar acceptació.